# 加爾各答市郊鐵路
加爾各答市郊鐵路是服務於印度東部城市加爾各答及其都会区的通勤鐵路系統，按线网规模和車站數量计，是印度規模最大的市郊鐵路網絡，线网里程1501公里，拥有458個車站，每日开行超过1400班列车，每日搭載350萬人次。每日由凌晨4時起營運至翌日凌晨2時。
加尔各答市郊铁路部分路段源于19世纪中叶英属印度建成的第二条客运铁路，首班列车在豪拉交汇站和胡格利站之间运行。目前该系统由印度铁路下属的东部铁路区和东南铁路区运营，东部铁路区管辖的区域又进一步分为豪拉分区和锡尔达分区，东南铁路区管辖的区域则属于卡拉格布尔分区。